# اچ‌ام‌اس آنتلوپ (۱۷۰۳)
اچ‌ام‌اس آنتلوپ (۱۷۰۳) (به انگلیسی: HMS Antelope (1703)) یک کشتی بود که طول آن ۱۳۱ فوت ۵ اینچ (۴۰٫۱ متر) بود.